# Atrioventrikulární reentry tachykardie
Atrioventrikulární reentry tachykardie (běžná zkratka AVRT) je porucha srdečního rytmu, která vede k rychlé srdeční činnosti - tachykardii. Patří mezi supraventrikulární tachykardie. Jejím základním předpokladem je existence abnormální tkáně, která vodivě spojuje svalovinu srdečních předsíní a komor mimo Hisův svazek, jež je normálně jejich jedinou vodivou spojnicí. Mluvíme o akcesorních (přídatných) drahách a stav, který predisponuje svého nositele ke vzniku AVRT je označován jako syndrom preexcitace komor.

## Mechanizmus vzniku
V případě preexcitace vlastně existují dvě dráhy spojující síně a komory - jednak normální cesta převodním systémem srdečním a navíc dráha přídatná, která spojuje např. volnou stěnu síní a komor nebo svalovinu síní s Hisovym svazkem. Každopádně tato přídatná dráha obchází AV uzel a nedochází tak ke zpomalení vedení jako na normální dráze jdoucí převodním systémem. Existence dvou paralelních drah s různou rychlostí vedení vzruchu umožňuje uplatnění mechanizmu reentry. Vzruch se tak může "zacyklit" - jednou cestou se šíří z předsíní na komory a druhou cestou zpět na síně. Jde tedy o analogii AVNRT, jen po dráze, která jde zčásti mimo AV uzel. Kroužící vzruch pak z reentry okruhu s velkou frekvencí aktivuje srdeční předsíně i komory a vzniká tachykardie. Abnormální spojky jsou obvykle vrozené, někdy mohou vzniknout jako následek srdečních zánětů.

## Dělení
Podle směru kroužení vzruchu se rozlišuje
- ortodromní AVRT - vlna depolarizace se šíří z předsíní na komory normálně přes Hisův svazek a přes přídatnou dráhu zpět z komor na síně (představuje asi 95 % případů AVRT)
- antidromní AVRT - vlna depolarizace se šíří z předsíní na komory akcesorní drahou a z komor na síně přes Hisův svazek (zbylých 5 % AVRT)

## Projevy
Projevuje se jako náhle vzniklé bušení srdce, někdy s pocitem dušnosti, případně ztrátou vědomí. Jako ostatní reentry tachykardie začíná náhle, pokud končí samovolně, je toto také náhlé. Při vyšetření se zjistí pravidelná rychlá srdeční činnost, frekvence je obvykle mezi 150 a 200 údery za minutu. Na elektrokardiogramu se zachytí v případě ortodromní AVRT pravidelné normální štíhlé komplexy QRS (tyto odpovídají aktivitě komor, u ortodromní AVRT vstupuje vzruch na komory přes Hisův svazek s šíří se normálně převodním systémem) s vysokou frekvencí, nebo u antidromní AVRT jsou QRS komplexy široké a abnormálního tvaru (vzruch vstupuje na komory mimo převodní systém a šíří se po nich abnormální cestou).

## Léčba
Z hlediska léčby rozlišujeme postupy vedoucí k ukončení záchvatu a dlouhodobou prevenci opakování záchvatů.
Akutní záchvat AVRT lze ukončit manévry, při kterých dochází k dráždění bloudivého nervu (tzv. vagové manévry), např. drážděním karotického sinu. Tím se reflexně zpomalí vedení v AV uzlu a krouživý vzruch se může podařit přerušit. V případě tachykardie se štíhlými QRS komplexy lze dosáhnout úspěchu podáním kalciových blokátorů (verapamilu) nebo betablokátorů, při tachykardii se širokými QRS komplexy je obvykle nutné použít jiná antiarytmika (např. propafenon). Někdy je nutná elektrická kardioverze výbojem.
Z hlediska prevence opakování záchvatů je dnes jednoznačně indikovaná katetrizační radiofrekvenční ablace, které předchází důkladnější elektrofyziologické vyšetření srdce s odhalením přídatné dráhy. Při samotné ablaci se elektrickým proudem zavedeným katetrem do srdečních dutin přídatná dráha přeruší a tak se odstraní základní předpoklad, aby se arytmie mohla vracet.